# 章练塘圣母无原罪始胎堂

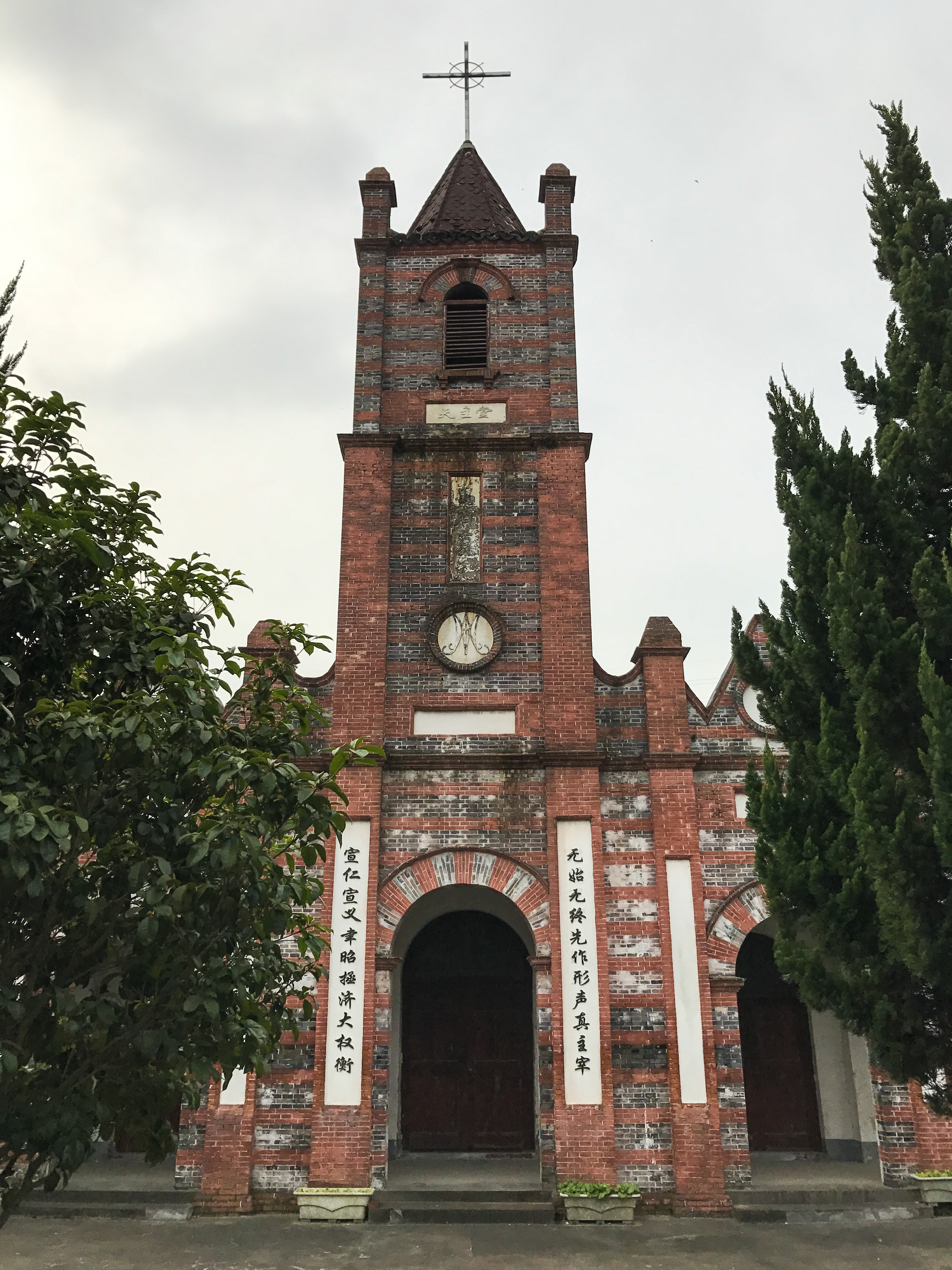

章练塘圣母无原罪始胎堂又名钟联天主堂，是天主教上海教区嘉青松总铎区的一座天主教教堂，位于上海市青浦区练塘镇张联村钟联291号。
2004年2月19日，钟联天主堂公布为青浦区登记不可移动文物。